# بيرسي هيربرت
بيرسي هيربرت (بالإنجليزية: Percy Herbert)‏ هو ممثل بريطاني (وحمل سابقاً جنسية المملكة المتحدة لبريطانيا العظمى وأيرلندا)، ولد في 31 يوليو 1920 بلندن في المملكة المتحدة، وتوفي في 6 ديسمبر 1992 بكنت في المملكة المتحدة بسبب نوبة قلبية.

## أعمال

### أفلام
- (1957) جسر على نهر كواي
- (1958) بحر الرمل
- (1961) أسلحة نافارون[4]
- (1964) بيكيت
- (1967) كازينو رويال[5][6][7]

## وصلات خارجية
- بيرسي هيربرت على موقع IMDb (الإنجليزية)
- بيرسي هيربرت على موقع روتن توميتوز (الإنجليزية)
- بيرسي هيربرت على موقع ألو سيني (الفرنسية)
- بيرسي هيربرت على موقع أول موفي (الإنجليزية)
- بيرسي هيربرت على موقع قاعدة بيانات الأفلام السويدية (السويدية)
- بيرسي هيربرت على موقع إن إن دي بي (الإنجليزية)
- بيرسي هيربرت على موقع قاعدة بيانات الفيلم (الإنجليزية)
- بيرسي هيربرت على موقع كينوبويسك (الروسية)